# 梁羽明
梁羽明（1612年10月9日—17世紀），字辰須，號芝山，河南開封府蘭陽縣人，明末清初政治人物。

## 生平
梁羽明剛成年以《戴經》中天啟七年（1627年）河南鄉試第二十三名舉人，崇禎七年（1634年）成進士，先在吏部觀政，九年（1636年）四月獲授行人，十四年行取考選，補任吏部验封司主事，本年調考功司，調任文選司，十五年升考功司员外郎，陕西主考。因母親身體抱恙請假歸鄉，弘光帝繼位起用他和王重為考功司郎中，再陞太常寺少卿，不久投降清朝。
入清後，順治帝因典銓需要練達人才，召見梁羽明還部，並向閣臣說：「這是孝子。」再任考功司郎中，順治十一年（1654年）晉太常寺少卿，很快堅持終養母親辭官，回鄉後獎勵後進，荒年賑濟人民，母親去世後棲身廬舍不再出仕，八十多歲才去世，縣人為他人立祠建碑。

## 家族
曾祖梁佩；祖父梁勝任，萬曆貢生、沭陽知縣；父梁雲構，崇禎元年進士，任江西道御史；長子梁碧海，官生、荊州府知府；次子梁瑤海，康熙十七年舉人。

## 引用
1. 1 2 3  民國《蘭陽縣志·卷七·人物志》：梁羽明 字辰須，號芝山，雲構之子，弱冠以《戴經》領鄉薦，中甲戌進士，由大行考選吏部考功司主事，調文選，清通簡要，譽擅裴王，性至孝，母恙請假歸。世廟以典銓需練達，特召還部署陞見，顧謂閣臣曰：「此孝子也。」歷陞考功郎中、太常寺少卿，釐定雅樂、祀事修明；堅請終養奉母歸，方強仕之年，承歡膝下依依如孺子，獎誘後進，燈膏薪水之助無虛日。荒年煮賑活萬眾，見人善如己，有聞人失意事輒不懌竟日，邑有大事役身任，期於便民無自利，母卒棲廬舍不復仕，壽八十餘卒，里人追思見祠立碑。子碧海，官歷荊州府知府，瑤海中康熙戊午科鄉試。
2. ↑  民國《蘭陽縣志·卷六·選舉志》：天啟七年丁卯科四名 梁羽明 字辰須，禮登第，康僖公之子。
3. 1 2  《崇禎七年甲戌科進士三代履歷》：梁羽明，曾祖佩，祖勝任，沭陽知縣贈文林郎祀名宦載人物志，父雲構見任江西道御史戊辰，芝山，禮記一房，壬子年九月十五日生，開封府蘭陽縣人，丁卯鄉試，會二百七十六名，三甲二百三十八名，吏部觀政，丙子授行人。
4. ↑  錢海岳《南明史·卷三十·列傳第六》：（安宗立後）會銓曹乏員，以王重、梁羽明為文選考功郎中。羽明，字芝山，蘭陽人，侍郎雲構子。崇禎七年進士，歷行人，考功主事、員外郎，後陞太嘗少卿，降於清。
5. ↑  《清世祖章皇帝實錄·卷八十五》：（順治十一年八月庚辰）陞吏部郎中梁羽明為太常寺少卿。